# Sixième circonscription du Nord
La sixième circonscription du Nord est l'une des 21 circonscriptions législatives françaises que compte le département du Nord.
Elle est représentée dans la XVIe législature par Charlotte Parmentier-Lecocq, députée REM. Son suppléant est Jean Moulliere.

## Description géographique et démographique

### De 1958 à 1986
Le département avait vingt-trois circonscriptions.
La sixième circonscription du Nord était composée de :
- canton de Cysoing
- canton de Pont-à-Marcq
- canton de Seclin

Source : Journal Officiel du 14-15 Octobre 1958.

### Depuis 1988
La sixième circonscription du Nord est située à la périphérie orientale de l'agglomération lilloise. Elle est délimitée par le découpage électoral de la loi no 86-1197 du 24 novembre 1986
, elle regroupe les divisions administratives suivantes : 
- Canton de Cysoing
- Canton d'Orchies
- Canton de Pont-à-Marcq et communes de Anstaing, Baisieux, Chéreng, Forest-sur-Marque, Gruson, Sailly-lez-Lannoy, Tressin et Willems.

C'est une circonscription urbaine et péri-urbaine.
D'après le recensement général de la population en 1999, réalisé par l'Institut national de la statistique et des études économiques (INSEE), la population totale de cette circonscription est estimée à 101 487 habitants,.
L'ordonnance n° 2009-935 du 29 juillet 2009, ratifiée par le Parlement français le 21 janvier 2010, n'a pas modifiée la composition de cette circonscription.

### Pyramide des âges
| Hommes | Classe d’âge   | Femmes |
| ------ | -------------- | ------ |
| 7      | 65 ans et plus | 9      |
| 29     | 20 à 64 ans    | 30     |
| 13     | 0 à 19 ans     | 12     |

### Catégorie socio-professionnelle
Répartition de la population active par catégorie socio-professionnelle en 2013
| Agriculteurs | Artisans, commerçants, chefs d'entreprise | Cadres, professions intellectuelles | Professions intermédiaires | Employés | Ouvriers | Retraités | Autres |
| ------------ | ----------------------------------------- | ----------------------------------- | -------------------------- | -------- | -------- | --------- | ------ |
| 0,7 %        | 3,5 %                                     | 13,0 %                              | 17,2 %                     | 15,0 %   | 10,0 %   | 24,1 %    | 16,6 % |

## Description politique
Plutôt rurale, la Sixième circonscription du Nord est une circonscription relativement orientée à droite. Ainsi, Thierry Lazaro, député de droite de la circonscription depuis 1993, a été élu facilement, par 60 % des voix, aux élections de 1993 et 2002, qui furent marquées par une vague bleue sur le plan national, mais n'a gardé son siège que par 105 voix d'avance, soit 50,10 % des suffrages, en 1997, année plus favorable à la gauche au niveau national.

## Historique des députations
| Législature | Début de mandat | Fin de mandat  | Député                      | Parti politique | Observations                                                                               |
| ----------- | --------------- | -------------- | --------------------------- | --------------- | ------------------------------------------------------------------------------------------ |
| Ire         | 9 décembre 1958 | 9 octobre 1962 | Eugène Van der Meersch      | UNR             | Mandat écourté à la suite d'une dissolution parlementaire décidée par Charles de Gaulle.   |
| IIe         | 6 décembre 1962 | 2 avril 1967   | Marceau Laurent             | FGDS            |                                                                                            |
| IIIe        | 3 avril 1967    | 30 mai 1968    | Marceau Laurent             | FGDS            | Mandat écourté à la suite d'une dissolution parlementaire décidée par Charles de Gaulle.   |
| IVe         | 11 juillet 1968 | 1er avril 1973 | Robert Vandelanoitte        | UDR             |                                                                                            |
| Ve          | 2 avril 1973    | 2 avril 1978   | André Laurent               | PS              |                                                                                            |
| VIe         | 3 avril 1978    | 22 mai 1981    | André Laurent               | PS              | Mandat écourté à la suite d'une dissolution parlementaire décidée par François Mitterrand. |
| VIIe        | 2 juillet 1981  | 1er avril 1986 | André Laurent               | PS              |                                                                                            |
| IXe         | 23 juin 1988    | 1er avril 1993 | Robert Anselin              | PS              |                                                                                            |
| Xe          | 2 avril 1993    | 21 avril 1997  | Thierry Lazaro,             | RPR,            | Mandat écourté à la suite d'une dissolution parlementaire décidée par Jacques Chirac.      |
| XIe         | 12 juin 1997    | 18 juin 2002   | Thierry Lazaro              | RPR             |                                                                                            |
| XIIe        | 19 juin 2002    | 19 juin 2007   | Thierry Lazaro,             | UMP,            | Maire de Phalempin                                                                         |
| XIIIe       | 20 juin 2007    | 19 juin 2012   | Thierry Lazaro,             | UMP,            | Maire de Phalempin                                                                         |
| XIVe        | 20 juin 2012    | 20 juin 2017   | Thierry Lazaro              | UMP             | Maire de Phalempin                                                                         |
| XVe         | 21 juin 2017    | 21 juin 2022   | Charlotte Parmentier-Lecocq | LREM            |                                                                                            |
| XVIe        | 22 juin 2022    | 9 juin 2024    | Charlotte Parmentier-Lecocq | LREM            | Mandat écourté à la suite d'une dissolution parlementaire décidée par Emmanuel Macron.     |
| XVIIe       | 8 juillet 2024  | En cours       | Charlotte Parmentier-Lecocq | Renaissance     |                                                                                            |

## Historiques des élections

### Élections de 1958
| Candidat       | Candidat                    | Parti          | Premier tour | Premier tour | Second tour | Second tour |  |
| Candidat       | Candidat                    | Parti          | Voix         | %            | Voix        | %           |  |
| -------------- | --------------------------- | -------------- | ------------ | ------------ | ----------- | ----------- |  |
|                | Charles Guillain            | SFIO           | 15 170       | 32,89        | 16 599      | 34,66       |  |
|                | Eugène Van der Meersch élu  | UNR            | 14 612       | 31,68        | 22 029      | 46          |  |
|                | Paul Durot                  | PCF            | 9 688        | 21           | 9 265       | 19,35       |  |
|                | Pierre Cardon               | MRP            | 3 977        | 8,62         | Retrait     | Retrait     |  |
|                | Lucien Bonnerre             | Modérés        | 1 405        | 3,05         |             |             |  |
|                | Alphonse Rousselle-Philippo | Modérés        | 1 277        | 2,77         |             |             |  |
|                |                             |                |              |              |             |             |  |
| Inscrits       | Inscrits                    | Inscrits       | 54 848       | 100,00       | 54 844      | 100,00      |  |
| Abstentions    | Abstentions                 | Abstentions    | 7 877        | 14,36        | 6 253       | 11,4        |  |
| Votants        | Votants                     | Votants        | 46 971       | 85,64        | 48 591      | 88,6        |  |
| Blancs et nuls | Blancs et nuls              | Blancs et nuls | 842          | 1,79         | 698         | 1,44        |  |
| Exprimés       | Exprimés                    | Exprimés       | 46 129       | 98,21        | 47 893      | 98,56       |  |

Le suppléant d'Eugène Van der Meersch était Armand Maille, commerçant à Annœullin.

### Élections de 1962
| Candidat       | Candidat                       | Parti          | Premier tour | Premier tour | Second tour | Second tour |  |
| Candidat       | Candidat                       | Parti          | Voix         | %            | Voix        | %           |  |
| -------------- | ------------------------------ | -------------- | ------------ | ------------ | ----------- | ----------- |  |
|                | Eugène Van der Meersch sortant | UNR-UDT        | 16 164       | 36,55        | 21 578      | 47,09       |  |
|                | Marceau Laurent élu            | SFIO           | 12 445       | 28,14        | 24 248      | 52,91       |  |
|                | Paul Durot                     | PCF            | 10 059       | 22,75        | Retrait     | Retrait     |  |
|                | Pierre Six                     | Modérés        | 2 966        | 6,71         | Retrait     | Retrait     |  |
|                | Pierre Cardon                  | MRP            | 2 585        | 5,85         | Retrait     | Retrait     |  |
|                |                                |                |              |              |             |             |  |
| Inscrits       | Inscrits                       | Inscrits       | 54 623       | 100,00       | 54 617      | 100,00      |  |
| Abstentions    | Abstentions                    | Abstentions    | 9 498        | 17,39        | 7 305       | 13,37       |  |
| Votants        | Votants                        | Votants        | 45 125       | 82,61        | 47 312      | 86,63       |  |
| Blancs et nuls | Blancs et nuls                 | Blancs et nuls | 906          | 2,01         | 1 486       | 3,14        |  |
| Exprimés       | Exprimés                       | Exprimés       | 44 219       | 97,99        | 45 826      | 96,86       |  |

Le suppléant de Marceau Laurent était Charles Vion, maire de Provin.

### Élections de 1967
| Candidat       | Candidat                      | Parti          | Premier tour | Premier tour | Second tour | Second tour |  |
| Candidat       | Candidat                      | Parti          | Voix         | %            | Voix        | %           |  |
| -------------- | ----------------------------- | -------------- | ------------ | ------------ | ----------- | ----------- |  |
|                | Eugène Van der Meersch        | UD-Ve          | 17 861       | 37,6         | 21 599      | 45,27       |  |
|                | Marceau Laurent sortant réélu | FGDS (SFIO)    | 14 847       | 31,26        | 26 112      | 54,73       |  |
|                | Adolphe Dutoit                | PCF            | 11 388       | 23,98        | Retrait     | Retrait     |  |
|                | André Heurteaux               | CD (PDM)       | 3 401        | 7,16         |             |             |  |
|                | Patrick Guermonprez           | Modérés        | 0            | 0            |             |             |  |
|                |                               |                |              |              |             |             |  |
| Inscrits       | Inscrits                      | Inscrits       | 54 602       | 100,00       | 54 601      | 100,00      |  |
| Abstentions    | Abstentions                   | Abstentions    | 6 138        | 11,24        | 5 563       | 10,19       |  |
| Votants        | Votants                       | Votants        | 48 464       | 88,76        | 49 038      | 89,81       |  |
| Blancs et nuls | Blancs et nuls                | Blancs et nuls | 967          | 2            | 1 327       | 2,71        |  |
| Exprimés       | Exprimés                      | Exprimés       | 47 497       | 98           | 47 711      | 97,29       |  |

Le suppléant de Marceau Laurent était Charles Vion.

### Élections de 1968
| Candidat       | Candidat                 | Parti          | Premier tour | Premier tour | Second tour | Second tour |  |
| Candidat       | Candidat                 | Parti          | Voix         | %            | Voix        | %           |  |
| -------------- | ------------------------ | -------------- | ------------ | ------------ | ----------- | ----------- |  |
|                | Robert Vandelanoitte élu | UDR (URP)      | 21 246       | 44,73        | 24 296      | 50,6        |  |
|                | Marceau Laurent sortant  | FGDS (SFIO)    | 13 542       | 28,51        | 23 722      | 49,4        |  |
|                | Adolphe Dutoit           | PCF            | 10 047       | 21,15        | Retrait     | Retrait     |  |
|                | Patrick Guermonprez      | Modérés        | 1 615        | 3,4          |             |             |  |
|                | Jean-Pierre Mouvaux      | PSU            | 1 050        | 2,21         |             |             |  |
|                |                          |                |              |              |             |             |  |
| Inscrits       | Inscrits                 | Inscrits       | 54 845       | 100,00       | 54 843      | 100,00      |  |
| Abstentions    | Abstentions              | Abstentions    | 6 588        | 12,01        | 5 889       | 10,74       |  |
| Votants        | Votants                  | Votants        | 48 257       | 87,99        | 48 954      | 89,26       |  |
| Blancs et nuls | Blancs et nuls           | Blancs et nuls | 757          | 1,57         | 936         | 1,91        |  |
| Exprimés       | Exprimés                 | Exprimés       | 47 500       | 98,43        | 48 018      | 98,09       |  |

Le suppléant de Robert Vandelanoitte était Christian Dievart, surveillant de travaux à la mairie de Lille.

### Élections de 1973
| Candidat       | Candidat                     | Parti          | Premier tour | Premier tour | Second tour | Second tour |  |
| Candidat       | Candidat                     | Parti          | Voix         | %            | Voix        | %           |  |
| -------------- | ---------------------------- | -------------- | ------------ | ------------ | ----------- | ----------- |  |
|                | Robert Vandelanoitte sortant | UDR (URP)      | 17 560       | 33,43        | 25 136      | 47,3        |  |
|                | André Laurent élu            | PS (UGSD)      | 15 555       | 29,61        | 28 003      | 52,7        |  |
|                | René Gamelin                 | PCF            | 11 780       | 22,43        | Retrait     | Retrait     |  |
|                | Pierre Rohn                  | MR             | 4 480        | 8,53         |             |             |  |
|                | Yann Phelippeau              | Divers droite  | 3 150        | 6            |             |             |  |
|                |                              |                |              |              |             |             |  |
| Inscrits       | Inscrits                     | Inscrits       | 60 515       | 100,00       | 60 507      | 100,00      |  |
| Abstentions    | Abstentions                  | Abstentions    | 6 782        | 11,21        | 6 046       | 9,99        |  |
| Votants        | Votants                      | Votants        | 53 733       | 88,79        | 54 461      | 90,01       |  |
| Blancs et nuls | Blancs et nuls               | Blancs et nuls | 1 208        | 2,25         | 1 322       | 2,43        |  |
| Exprimés       | Exprimés                     | Exprimés       | 52 525       | 97,75        | 53 139      | 97,57       |  |

Le suppléant d'André Laurent était Éric Vion.

### Élections de 1978
| Candidat       | Candidat                    | Parti          | Premier tour | Premier tour | Second tour | Second tour |  |
| Candidat       | Candidat                    | Parti          | Voix         | %            | Voix        | %           |  |
| -------------- | --------------------------- | -------------- | ------------ | ------------ | ----------- | ----------- |  |
|                | André Laurent sortant réélu | PS (UGSD)      | 20 054       | 30,68        | 35 993      | 54,2        |  |
|                | Robert Vandelanoitte        | RPR            | 17 701       | 27,08        | 30 414      | 45,8        |  |
|                | Maxime Carlier              | PCF            | 14 647       | 22,41        | Retrait     | Retrait     |  |
|                | Jean-Paul Lemaire           | UDF (PR)       | 9 030        | 13,81        |             |             |  |
|                | Sylvette Marie              | LO             | 1 668        | 2,55         |             |             |  |
|                | Marie-Thérèse Lainé         | Divers droite  | 1 303        | 1,99         |             |             |  |
|                | Alain Grelet                | Divers droite  | 965          | 1,48         |             |             |  |
|                |                             |                |              |              |             |             |  |
| Inscrits       | Inscrits                    | Inscrits       | 74 643       | 100,00       | 74 640      | 100,00      |  |
| Abstentions    | Abstentions                 | Abstentions    | 7 623        | 10,21        | 6 837       | 9,16        |  |
| Votants        | Votants                     | Votants        | 67 020       | 89,79        | 67 803      | 90,84       |  |
| Blancs et nuls | Blancs et nuls              | Blancs et nuls | 1 652        | 2,46         | 1 396       | 2,06        |  |
| Exprimés       | Exprimés                    | Exprimés       | 65 368       | 97,54        | 66 407      | 97,94       |  |

Le suppléant d'André Laurent était Éric Vion.

### Élections de 1981
| Candidat       | Candidat                    | Parti          | Premier tour | Premier tour | Second tour | Second tour |  |
| Candidat       | Candidat                    | Parti          | Voix         | %            | Voix        | %           |  |
| -------------- | --------------------------- | -------------- | ------------ | ------------ | ----------- | ----------- |  |
|                | André Laurent sortant réélu | PS             | 26 776       | 44,49        | 38 142      | 61,62       |  |
|                | Alain Marliot               | RPR (UNM)      | 13 038       | 21,66        | 23 761      | 38,38       |  |
|                | Jean Demailly               | PCF            | 10 407       | 17,29        | Retrait     | Retrait     |  |
|                | Jean-Claude Droupsy         | UDF (PR)       | 9 960        | 16,55        | Retrait     | Retrait     |  |
|                |                             |                |              |              |             |             |  |
| Inscrits       | Inscrits                    | Inscrits       | 78 527       | 100,00       | 78 527      | 100,00      |  |
| Abstentions    | Abstentions                 | Abstentions    | 17 306       | 22,04        | 15 010      | 19,11       |  |
| Votants        | Votants                     | Votants        | 61 221       | 77,96        | 63 517      | 80,89       |  |
| Blancs et nuls | Blancs et nuls              | Blancs et nuls | 1 040        | 1,7          | 1 614       | 2,54        |  |
| Exprimés       | Exprimés                    | Exprimés       | 60 181       | 98,3         | 61 903      | 97,46       |  |

Le suppléant d'André Laurent était Éric Vion.

### Élections de 1988
| Candidat       | Candidat                      | Parti          | Premier tour | Premier tour | Second tour | Second tour |  |
| Candidat       | Candidat                      | Parti          | Voix         | %            | Voix        | %           |  |
| -------------- | ----------------------------- | -------------- | ------------ | ------------ | ----------- | ----------- |  |
|                | Robert Anselin élu            | PS             | 17 009       | 36,59        | 25 041      | 50,82       |  |
|                | Géry Deffontaines             | Divers droite  | 10 316       | 22,19        | 24 237      | 49,18       |  |
|                | Jean-Jacques Descamps sortant | UDF (PR) (URC) | 9 596        | 20,64        | Retrait     | Retrait     |  |
|                | Maxime Carlier                | PCF            | 4 579        | 9,85         |             |             |  |
|                | Christian Grenier             | FN             | 3 492        | 7,51         |             |             |  |
|                | François Vidal                | Extrême gauche | 1 496        | 3,22         |             |             |  |
|                |                               |                |              |              |             |             |  |
| Inscrits       | Inscrits                      | Inscrits       | 63 780       | 100,00       | 63 771      | 100,00      |  |
| Abstentions    | Abstentions                   | Abstentions    | 16 368       | 25,66        | 13 112      | 20,56       |  |
| Votants        | Votants                       | Votants        | 47 412       | 74,34        | 50 659      | 79,44       |  |
| Blancs et nuls | Blancs et nuls                | Blancs et nuls | 924          | 1,95         | 1 381       | 2,73        |  |
| Exprimés       | Exprimés                      | Exprimés       | 46 488       | 98,05        | 49 278      | 97,27       |  |

La suppléante de Robert Anselin était Monique Lefèvre, Première adjointe au maire de Wahagnies.

### Élections de 1993
| Candidat       | Candidat             | Parti          | Premier tour | Premier tour | Second tour | Second tour |  |
| Candidat       | Candidat             | Parti          | Voix         | %            | Voix        | %           |  |
| -------------- | -------------------- | -------------- | ------------ | ------------ | ----------- | ----------- |  |
|                | Thierry Lazaro élu   | RPR (UPF)      | 11 336       | 23,33        | 27 968      | 59,14       |  |
|                | Robert Vandelanoitte | Divers droite  | 9 570        | 19,69        | Retrait     | Retrait     |  |
|                | Dominique Bailly     | PS (ADFP)      | 8 589        | 17,67        | 19 327      | 40,86       |  |
|                | Joël Jollec          | FN             | 6 221        | 12,8         |             |             |  |
|                | Maxime Carlier       | PCF            | 4 593        | 9,45         |             |             |  |
|                | Roger Catteau        | GÉ (EÉ)        | 4 331        | 8,91         |             |             |  |
|                | Philippe Lejeune     | Divers gauche  | 2 255        | 4,64         |             |             |  |
|                | Brigitte Colin       | LT-LNÉ         | 1 704        | 3,51         |             |             |  |
|                |                      |                |              |              |             |             |  |
| Inscrits       | Inscrits             | Inscrits       | 68 483       | 100,00       | 68 479      | 100,00      |  |
| Abstentions    | Abstentions          | Abstentions    | 17 136       | 25,02        | 17 066      | 24,92       |  |
| Votants        | Votants              | Votants        | 51 347       | 74,98        | 51 413      | 75,08       |  |
| Blancs et nuls | Blancs et nuls       | Blancs et nuls | 2 748        | 5,35         | 4 118       | 8,01        |  |
| Exprimés       | Exprimés             | Exprimés       | 48 599       | 94,65        | 47 295      | 91,99       |  |

Le suppléant de Thierry Lazaro était Jean-Luc Detavernier, maire DVD d'Aix-lès-Orchies.

### Élections de 1997
| Candidat       | Candidat                     | Parti          | Premier tour | Premier tour | Second tour | Second tour |  |
| Candidat       | Candidat                     | Parti          | Voix         | %            | Voix        | %           |  |
| -------------- | ---------------------------- | -------------- | ------------ | ------------ | ----------- | ----------- |  |
|                | Thierry Lazaro sortant réélu | RPR            | 16 422       | 32,66        | 26 013      | 50,1        |  |
|                | Dominique Bailly             | PS             | 13 776       | 27,4         | 25 908      | 49,9        |  |
|                | Christian Grenier            | FN             | 7 535        | 14,99        |             |             |  |
|                | Jacques Roilelt              | PCF            | 4 576        | 9,1          |             |             |  |
|                | Maryse Faber-Rossi           | Les Verts      | 1 983        | 3,94         |             |             |  |
|                | Françoise de Villepoix       | LDI (MPF)      | 1 915        | 3,81         |             |             |  |
|                | Brigitte Colin               | LT-LNÉ         | 1 036        | 2,06         |             |             |  |
|                | Jacques Vlieghe              | US4J           | 1 019        | 2,03         |             |             |  |
|                | Camille Lemaire              | MÉI            | 916          | 1,82         |             |             |  |
|                | Louis Pineau                 | LCR            | 803          | 1,6          |             |             |  |
|                | Gerard Somerlinck            | Extrême droite | 294          | 0,58         |             |             |  |
|                |                              |                |              |              |             |             |  |
| Inscrits       | Inscrits                     | Inscrits       | 70 877       | 100,00       | 70 873      | 100,00      |  |
| Abstentions    | Abstentions                  | Abstentions    | 17 781       | 25,09        | 15 886      | 22,41       |  |
| Votants        | Votants                      | Votants        | 53 096       | 74,91        | 54 987      | 77,59       |  |
| Blancs et nuls | Blancs et nuls               | Blancs et nuls | 2 821        | 5,31         | 3 066       | 5,58        |  |
| Exprimés       | Exprimés                     | Exprimés       | 50 275       | 94,69        | 51 921      | 94,42       |  |

Le suppléant de Thierry Lazaro était Jean-Luc Detavernier, conseiller général du canton d'Orchies, maire d'Aix, consultant juridique.

### Élections de 2002
| Candidat       | Candidat                     | Parti             | Premier tour | Premier tour | Second tour | Second tour |  |
| Candidat       | Candidat                     | Parti             | Voix         | %            | Voix        | %           |  |
| -------------- | ---------------------------- | ----------------- | ------------ | ------------ | ----------- | ----------- |  |
|                | Thierry Lazaro sortant réélu | UMP               | 22 390       | 43,93        | 27 632      | 57,61       |  |
|                | Dominique Bailly             | PS                | 14 605       | 28,65        | 20 329      | 42,39       |  |
|                | Roselyne Crowin              | FN                | 6 105        | 11,98        |             |             |  |
|                | Léa Demory                   | PCF               | 1 541        | 3,02         |             |             |  |
|                | Vincent Boitez               | CPNT              | 1 203        | 2,36         |             |             |  |
|                | Maryse Faber-Rossi           | Les Verts         | 1 105        | 2,17         |             |             |  |
|                | Céline Berchiche             | LCR               | 725          | 1,42         |             |             |  |
|                | Brigitte Colin               | Divers écologiste | 674          | 1,32         |             |             |  |
|                | Cédric Pourbaix              | ÉD                | 496          | 0,97         |             |             |  |
|                | Xavier Dillies               | MPF               | 412          | 0,81         |             |             |  |
|                | Fatima Abdellaoui            | LO                | 407          | 0,8          |             |             |  |
|                | Pascal Géraert               | MNR               | 367          | 0,72         |             |             |  |
|                | Luc Lebrun                   | MÉI               | 307          | 0,6          |             |             |  |
|                | Isabelle Blanquart           | RCF               | 235          | 0,46         |             |             |  |
|                | Arnaud Pierret               | Divers écologiste | 163          | 0,32         |             |             |  |
|                | Jacques Thibaut              | IR                | 128          | 0,25         |             |             |  |
|                | Yves Gernigon                | Divers            | 108          | 0,21         |             |             |  |
|                |                              |                   |              |              |             |             |  |
| Inscrits       | Inscrits                     | Inscrits          | 76 935       | 100,00       | 76 947      | 100,00      |  |
| Abstentions    | Abstentions                  | Abstentions       | 24 816       | 32,26        | 27 076      | 35,19       |  |
| Votants        | Votants                      | Votants           | 52 119       | 67,74        | 49 871      | 64,81       |  |
| Blancs et nuls | Blancs et nuls               | Blancs et nuls    | 1 148        | 2,2          | 1 910       | 3,83        |  |
| Exprimés       | Exprimés                     | Exprimés          | 50 971       | 97,8         | 47 961      | 96,17       |  |

Le suppléant de Thierry Lazaro était Jean-Luc Detavernier.

### Élections de 2007
| Candidat       | Candidat                     | Parti          | Premier tour | Premier tour | Second tour | Second tour |  |
| Candidat       | Candidat                     | Parti          | Voix         | %            | Voix        | %           |  |
| -------------- | ---------------------------- | -------------- | ------------ | ------------ | ----------- | ----------- |  |
|                | Thierry Lazaro sortant réélu | UMP            | 24 711       | 47,56        | 28 363      | 56,6        |  |
|                | Dominique Bailly             | PS             | 13 799       | 26,56        | 21 745      | 43,4        |  |
|                | Alain Duchesne               | UDF–MoDem      | 4 390        | 8,45         |             |             |  |
|                | Laurence Monteil             | FN             | 2 654        | 5,11         |             |             |  |
|                | Nadine Savary                | PCF            | 1 629        | 3,13         |             |             |  |
|                | Maryse Faber-Rossi           | Les Verts      | 1 396        | 2,69         |             |             |  |
|                | Sarah Sardou                 | LCR            | 1 059        | 2,04         |             |             |  |
|                | Vincent Boitez               | CPNT           | 803          | 1,55         |             |             |  |
|                | Brigitte Colin               | LT-LNÉ         | 688          | 1,32         |             |             |  |
|                | Fatima Abdellaoui            | LO             | 307          | 0,59         |             |             |  |
|                | Marc Delfosse                | Divers         | 276          | 0,53         |             |             |  |
|                | Violaine Tailliez            | MPF            | 96           | 0,18         |             |             |  |
|                | Adrian Hildebrandt           | Divers         | 88           | 0,17         |             |             |  |
|                | Isabelle Van Engelandt       | MNR            | 66           | 0,13         |             |             |  |
|                |                              |                |              |              |             |             |  |
| Inscrits       | Inscrits                     | Inscrits       | 81 031       | 100,00       | 81 029      | 100,00      |  |
| Abstentions    | Abstentions                  | Abstentions    | 28 225       | 34,83        | 29 295      | 36,15       |  |
| Votants        | Votants                      | Votants        | 52 806       | 65,17        | 51 734      | 63,85       |  |
| Blancs et nuls | Blancs et nuls               | Blancs et nuls | 844          | 1,6          | 1 626       | 3,14        |  |
| Exprimés       | Exprimés                     | Exprimés       | 51 962       | 98,4         | 50 108      | 96,86       |  |

### Élections de 2012
| Candidat       | Candidat                     | Parti                          | Premier tour | Premier tour | Second tour | Second tour |  |
| Candidat       | Candidat                     | Parti                          | Voix         | %            | Voix        | %           |  |
| -------------- | ---------------------------- | ------------------------------ | ------------ | ------------ | ----------- | ----------- |  |
|                | Thierry Lazaro sortant réélu | Divers droite (UMP)            | 17 165       | 33,02        | 27 050      | 54,98       |  |
|                | Angélique Deffontaine        | PS                             | 15 979       | 30,74        | 22 148      | 45,02       |  |
|                | Annie Lemahieu               | RBM (FN)                       | 7 559        | 14,54        |             |             |  |
|                | Luc Monnet                   | Divers droite                  | 6 155        | 11,84        |             |             |  |
|                | Nadine Savary                | FG (PCF) (PG)                  | 2 657        | 5,11         |             |             |  |
|                | Maryse Faber-Rossi           | EÉLV (MÉI)                     | 1 275        | 2,45         |             |             |  |
|                | François-Xavier Catteau      | Cap21                          | 440          | 0,85         |             |             |  |
|                | Laetitia Salomon             | AÉI                            | 346          | 0,67         |             |             |  |
|                | Sarah-Louise Sardou          | NPA                            | 209          | 0,40         |             |             |  |
|                | Luc Dubois                   | LO                             | 202          | 0,39         |             |             |  |
|                | Rémi Lefebvre                | Divers (Mouvement anti-radars) | 0            | 0,00         |             |             |  |
|                |                              |                                |              |              |             |             |  |
| Inscrits       | Inscrits                     | Inscrits                       | 84 774       | 100,00       | 84 777      | 100,00      |  |
| Abstentions    | Abstentions                  | Abstentions                    | 32 083       | 37,85        | 33 926      | 40,02       |  |
| Votants        | Votants                      | Votants                        | 52 691       | 62,15        | 50 851      | 59,98       |  |
| Blancs et nuls | Blancs et nuls               | Blancs et nuls                 | 704          | 1,34         | 1 653       | 3,25        |  |
| Exprimés       | Exprimés                     | Exprimés                       | 51 987       | 98,66        | 49 198      | 96,75       |  |

### Élections de 2017
Les élections législatives françaises de 2017 ont eu lieu les dimanches 11 et 18 juin 2017.
Député sortant : Thierry Lazaro (Les Républicains).
|                                                                     |                                                                                         |                           |                           |                          |                          |
|                                                                     |                                                                                         | Premier tour 11 juin 2017 | Premier tour 11 juin 2017 | Second tour 18 juin 2017 | Second tour 18 juin 2017 |
|                                                                     |                                                                                         |                           |                           |                          |                          |
|                                                                     |                                                                                         | Nombre                    | % des inscrits            | Nombre                   | % des inscrits           |
| Inscrits                                                            | Inscrits                                                                                | 89 107                    | 100,00                    | 89 108                   | 100,00                   |
| Abstentions                                                         | Abstentions                                                                             | 41 072                    | 46,09                     | 46 902                   | 52,64                    |
| Votants                                                             | Votants                                                                                 | 48 035                    | 53,91                     | 42 206                   | 47,36                    |
|                                                                     |                                                                                         |                           | % des votants             |                          | % des votants            |
| Bulletins blancs                                                    | Bulletins blancs                                                                        | 618                       | 1,29                      | 2 787                    | 6,60                     |
| Bulletins nuls                                                      | Bulletins nuls                                                                          | 261                       | 0,54                      | 1 326                    | 3,14                     |
| Suffrages exprimés                                                  | Suffrages exprimés                                                                      | 47 156                    | 98,17                     | 38 093                   | 90,25                    |
|                                                                     |                                                                                         |                           |                           |                          |                          |
| Candidat Étiquette politique (partis et alliances)                  | Candidat Étiquette politique (partis et alliances)                                      | Voix                      | % des exprimés            | Voix                     | % des exprimés           |
|                                                                     |                                                                                         |                           |                           |                          |                          |
|                                                                     | Charlotte Parmentier-Lecocq La République en marche !                                   | 17 932                    | 38,03                     | 19 739                   | 51,82                    |
|                                                                     | Thierry Lazaro (député sortant) Les Républicains (Union des démocrates et indépendants) | 10 905                    | 23,13                     | 18 354                   | 48,18                    |
|                                                                     | Éric Cattelin-Denu Front national                                                       | 6 999                     | 14,84                     |                          |                          |
|                                                                     | Amandine Fouillard La France insoumise                                                  | 4 638                     | 9,84                      |                          |                          |
|                                                                     | Maryse Faber-Rossi Europe Écologie Les Verts                                            | 1 540                     | 3,27                      |                          |                          |
|                                                                     | Didier Chastanet Parti radical de gauche                                                | 1 406                     | 2,98                      |                          |                          |
|                                                                     | Romain Sarels Divers droite (577-Les Indépendants)                                      | 1 228                     | 2,60                      |                          |                          |
|                                                                     | Nadine Savary-Canteloup Parti communiste français (Front de gauche)                     | 1 001                     | 2,12                      |                          |                          |
|                                                                     | Isabelle Colas Écologiste (Alliance écologiste indépendante)                            | 539                       | 1,14                      |                          |                          |
|                                                                     | Léa Demory Lutte ouvrière                                                               | 376                       | 0,80                      |                          |                          |
|                                                                     | Anne Lefèvre Divers (La Relève citoyenne)                                               | 317                       | 0,67                      |                          |                          |
|                                                                     | Jean-Marc Gérard Divers (Union populaire républicaine)                                  | 255                       | 0,54                      |                          |                          |
|                                                                     | Agnès Lefebvre Divers droite (Parti chrétien-démocrate)                                 | 20                        | 0,04                      |                          |                          |
| Source : Ministère de l'Intérieur - Sixième circonscription du Nord |                                                                                         |                           |                           |                          |                          |

### Élections de 2022
Les élections législatives françaises de 2022 ont lieu les dimanches 12 et 19 juin 2022.
| Candidat                 | Candidat                    | Parti et coalition       | Premier tour | Premier tour | Second tour | Second tour |
| Candidat                 | Candidat                    | Parti et coalition       | Voix         | %            | Voix        | %           |
| ------------------------ | --------------------------- | ------------------------ | ------------ | ------------ | ----------- | ----------- |
|                          | Charlotte Parmentier-Lecocq | LREM (ENS)               | 16 307       | 33,60        | 27 387      | 63,07       |
|                          | Célia Pereira               | LFI (NUPES)              | 9 679        | 19,94        | 16 037      | 36,93       |
|                          | Virginie Fenain             | RN                       | 9 614        | 19,81        |             |             |
|                          | Luc Foutry                  | LR (UDC)                 | 6 876        | 14,17        |             |             |
|                          | André Demeester             | REC                      | 1 682        | 3,47         |             |             |
|                          | Maryse Faber-Rossi          | PRG                      | 1 269        | 2,61         |             |             |
|                          | Vanessa Labre               | PA                       | 1 260        | 2,60         |             |             |
|                          | Thierry Rolland             | LMR                      | 1 011        | 2,08         |             |             |
|                          | Delphine Leleu              | DSV (Les Patriotes)      | 448          | 0,92         |             |             |
|                          | Frédéric Barrez             | LO                       | 388          | 0,80         |             |             |
|                          |                             |                          |              |              |             |             |
| Votes valides            | Votes valides               | Votes valides            | 48 534       | 98,29        | 43 424      | 91,69       |
| Votes blancs             | Votes blancs                | Votes blancs             | 622          | 1,26         | 2 679       | 5,66        |
| Votes nuls               | Votes nuls                  | Votes nuls               | 223          | 0,45         | 1 256       | 2,65        |
| Total                    | Total                       | Total                    | 49 379       | 100          | 47 359      | 100         |
| Abstention               | Abstention                  | Abstention               | 44 317       | 47,30        | 46 356      | 49,46       |
| Inscrits / participation | Inscrits / participation    | Inscrits / participation | 93 696       | 52,70        | 93 715      | 50,54       |

### Élections de 2024
Députée sortante : Charlotte Parmentier-Lecocq (Renaissance)
| Candidat                 | Candidat                    | Parti et coalition       | Nuance                   | Premier tour | Premier tour | Second tour | Second tour |
| Candidat                 | Candidat                    | Parti et coalition       | Nuance                   | Voix         | %            | Voix        | %           |
| ------------------------ | --------------------------- | ------------------------ | ------------------------ | ------------ | ------------ | ----------- | ----------- |
|                          | Charlotte Parmentier-Lecocq | RE (ENS)                 | ENS                      | 25 831       | 38,09        | 39 467      | 60,31       |
|                          | Marie-Hélène Quatrebœufs    | RAD (RN)                 | UXD                      | 23 781       | 35,07        | 25 978      | 39,69       |
|                          | Célia Pereira               | LFI (NFP)                | UG                       | 13 243       | 19,53        | Retrait     | Retrait     |
|                          | Jimi Erotico                | LR (UDC)                 | LR                       | 4 265        | 6,29         |             |             |
|                          | Frédéric Barrez             | LO                       | EXG                      | 687          | 1,01         |             |             |
|                          |                             |                          |                          |              |              |             |             |
| Suffrages exprimés       | Suffrages exprimés          | Suffrages exprimés       | Suffrages exprimés       | 67 807       | 97,68        | 65 445      | 95,85       |
| Votes blancs             | Votes blancs                | Votes blancs             | Votes blancs             | 1 236        | 1,78         | 2 136       | 3,13        |
| Votes nuls               | Votes nuls                  | Votes nuls               | Votes nuls               | 373          | 0,54         | 701         | 1,03        |
| Total                    | Total                       | Total                    | Total                    | 69 416       | 100          | 68 282      | 100         |
| Abstention               | Abstention                  | Abstention               | Abstention               | 25 642       | 26,98        | 26 767      | 28,16       |
| Inscrits / participation | Inscrits / participation    | Inscrits / participation | Inscrits / participation | 95 058       | 73,02        | 95 049      | 71,84       |